# Porte San Frediano
La porte San Frediano fait partie des fortifications de Florence et se trouve dans le quartier d'Oltrarno, dans la zone la plus occidentale qui porte le nom du bourg homonyme, d'après l'antique église San Frediano, qui n'existe plus et qui se dressait à l'angle de l'actuelle piazza del Carmine, et dont le nom a été donné à l'église San Frediano in Cestello.

## Histoire
La porte (faisant partie de la sixième enceinte de remparts bâtie entre 1284 et 1333) a été construite entre 1332 et 1334 donnant accès à la route de Pise, selon un projet attribué à Andrea Pisano. D'après ses dimensions actuelles, ce devait être la porte la plus majestueuse de la ceinture murale, mais elle est demeurée inachevée en hauteur ; elle a été rabaissée et renforcée dans les années précédant le siège de Florence par les troupes impériales, afin de l'adapter aux nouvelles nécessités militaires dues à l'usage des canons et des nouvelles armes à feu.
Le côté tourné vers la cité présente au sommet de l'arc le blason de Florence en pietra serena.
À la différence de la zone au nord de l'Arno, les remparts ne furent pas démolis dans cette zone, lorsqu'il fut décidé entre 1865 et 1870 lors des réaménagements urbanistiques ; il fut décidé de pratiquer des ouvertures accessoires sur les côtés des portes pour faciliter la circulation des personnes et des marchandises.

## Le portail
Le portail grandiose en bois avec des boulons est original, de même que les anneaux de fer battu pour attacher les chevaux, que l'on remarque sur les côtés extérieurs et qui sont supportés par des torchères également en fer battu.

## Illustrations

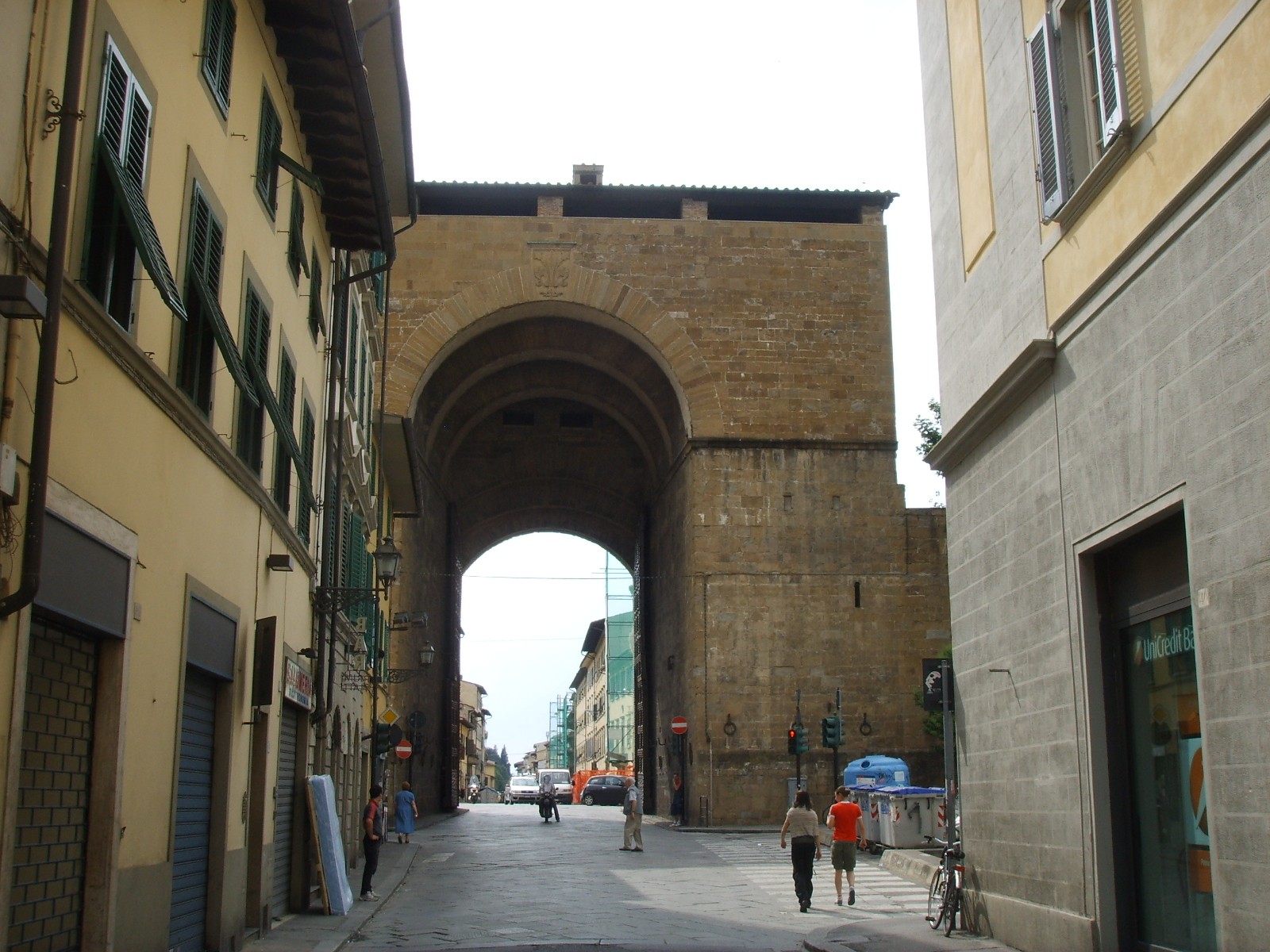
Vue intérieure
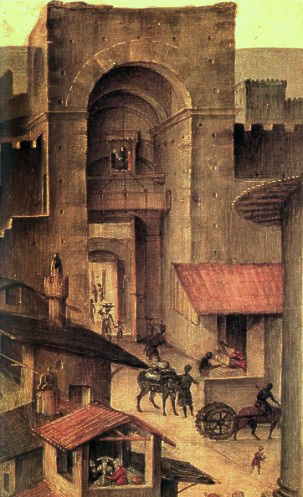
La porte San Frediano en 1494, détail du retable, dit Pala Nerli, de Filippino Lippi, à la basilique Santo Spirito
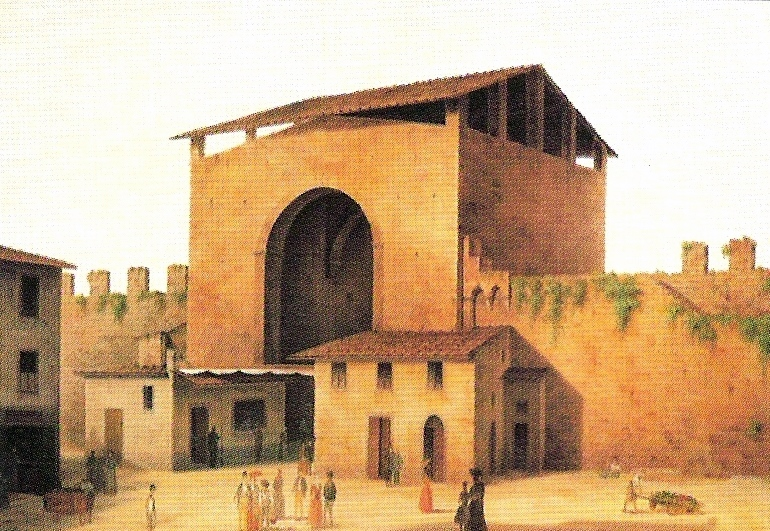
La porte San Frediano au XIXe siècle
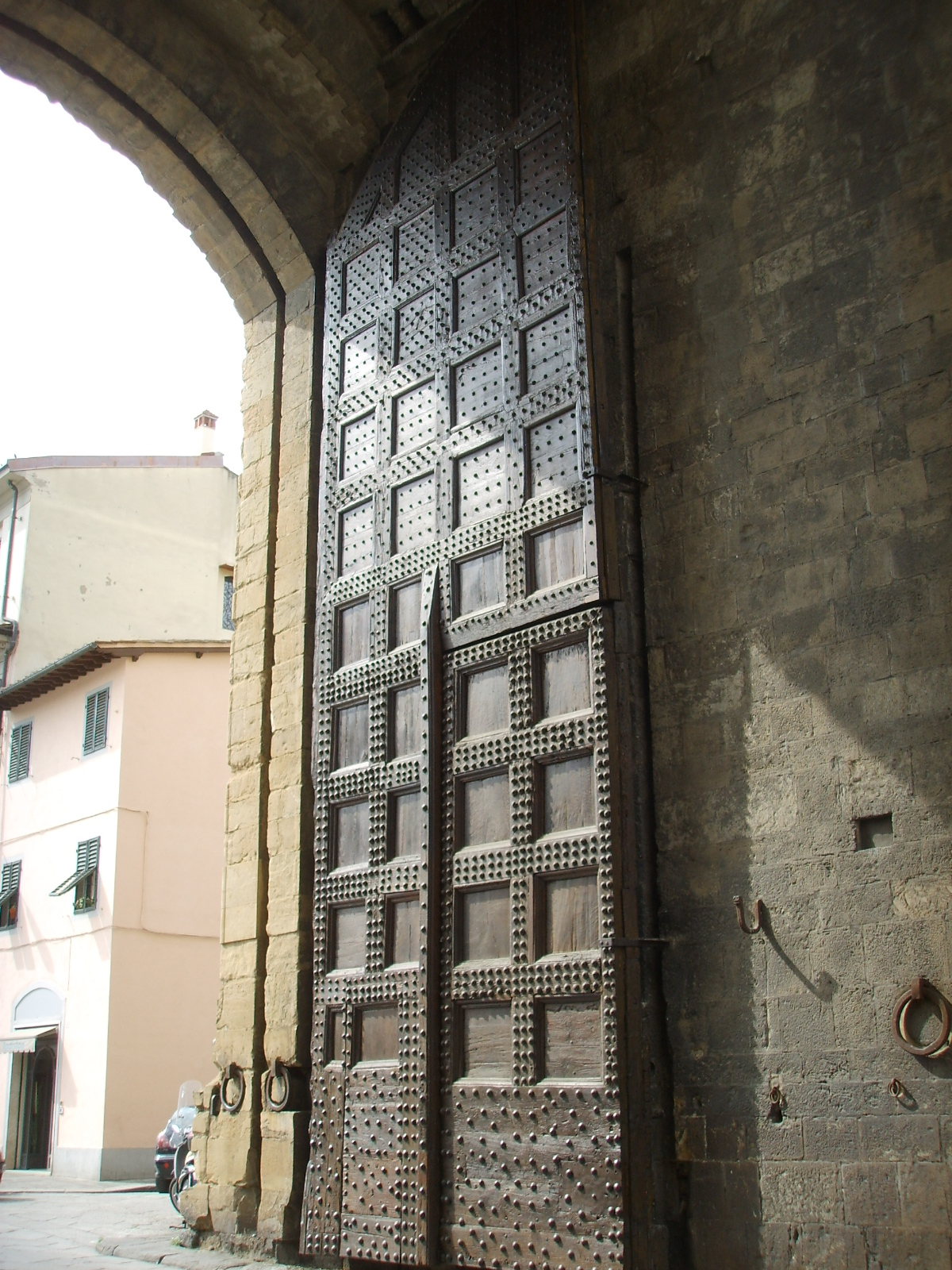
Bois original du portail
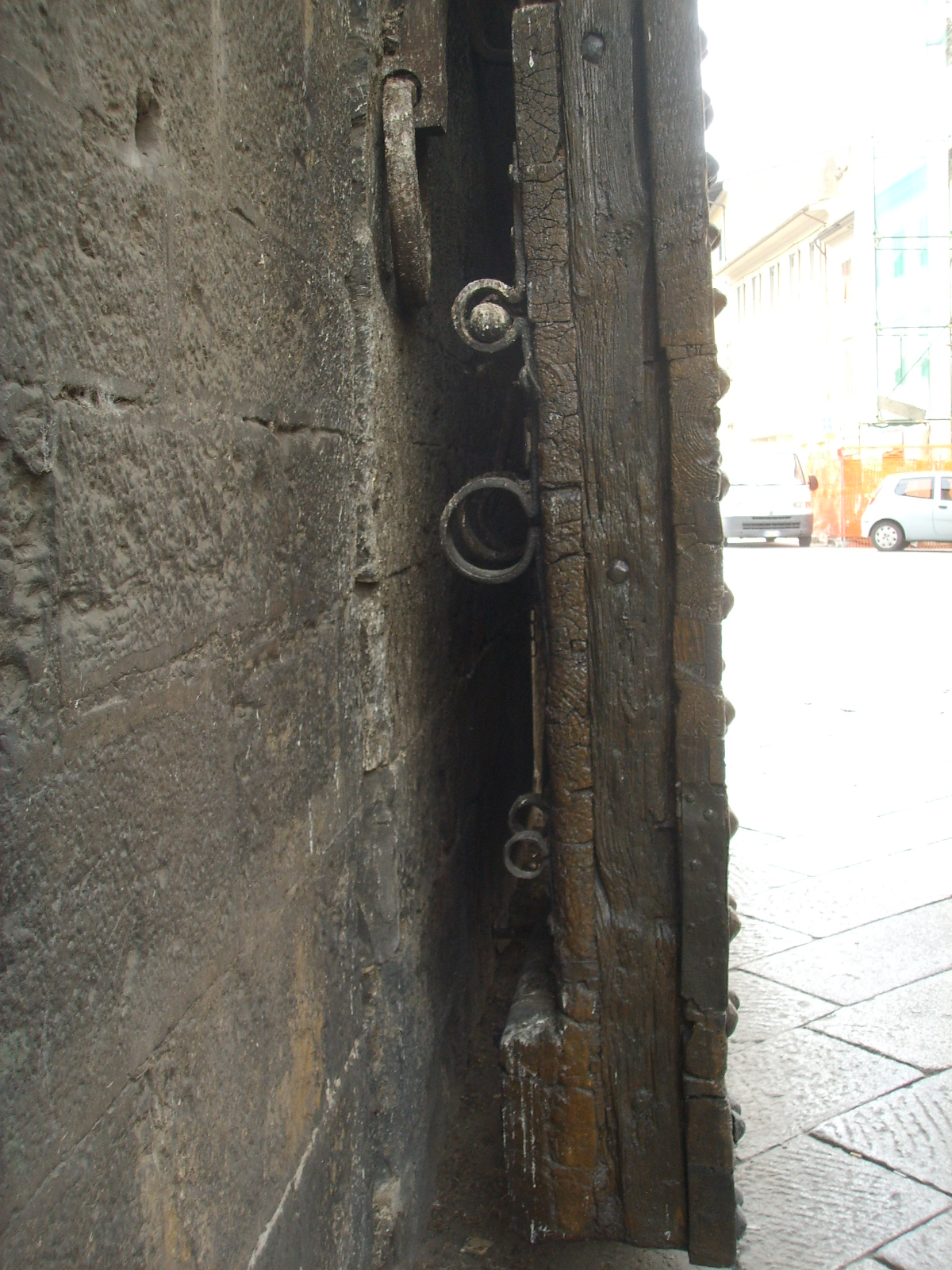
Serrurerie

## Source de la traduction
- (it) Cet article est partiellement ou en totalité issu de l’article de Wikipédia en italien intitulé « Porta San Frediano » (voir la liste des auteurs).